# 임명옥
임명옥(林明玉, 1986년 3월 15일 ~ )은 대한민국의 여자 배구 선수로, 포지션은 리베로이다. 프로 원년 2005 시즌 신인 드래프트에서 1라운드 3순위로 지명을 받아 입단하였고, 현재는 화성 IBK기업은행 알토스에 소속 리베로이다. 

## 선수 경력

### 학창 시절
초등학교 5학년 때부터 배구를 처음 시작하여, 마산제일여자고등학교를 졸업한 후 2004년 KT&G에 입단했다.

### KT&G-KGC인삼공사 시절
입단 당시 포지션은 레프트였으나 2007-08 시즌부터 리베로로 전향했다. 인삼공사의 주전 리베로로 뛰며 2010-11, 2013-14 시즌 수비상을 수상했다.

### 한국도로공사 하이패스 시절
2015년 5월 27일 한국도로공사(상대선수 김해란) 와 인삼공사 간 1:1 트레이드로 도로공사의 유니폼을 입게 됐다. 이적 후 첫 시즌에는 부진했으나, 2016-17 시즌에 팀 성적이 부진한 와중에도 자기 역할을 잘 해내면서 반등에 성공하였고, 2017 - 2017-18 시즌부터 팀 동료 문정원과 함께 팀에서 2인 리시브 체제를 구축하게 된다. 2017년 12월 27일 수비 10000개 성공 기준기록상을 수상했으며, 한국도로공사 이적 이후 첫 통합 우승을 맛보기도 했다. 2018-19 시즌에도 자기 역할을 잘 해내면서 팀이 준우승을 거두는 데 기여하였고, 시즌 후 FA 자격을 얻어 원 소속팀 한국도로공사와 재계약을 체결했다. 2019-20 시즌에는 베스트7 리베로 부문에 이름을 올렸고, 2020-21 시즌 중에는 V리그 여자부 최초로 리시브 정확 5000개라는 위업을 달성하기도 했다. 2021-22 시즌부터 팀의 주장을 맡았고, 리시브 효율 및 디그 등 리베로로서 매우 우수한 모습을 보여주면서 팀 상승세에 크게 기여했다. 시즌 종료 후 FA 자격을 얻어 리베로 역대 최고 대우를 받으며 팀과 재계약했다. 2022-23 시즌 중 V리그 여자부 최초로 정규리그 500경기 출전이라는 대기록을 달성했다. 도로공사의 챔피언 결정전 우승으로 개인 통산 다섯 번째 우승을 거머쥐었다.

### IBK기업은행 알토스 시절
2025년 4월 29일 현금 트레이드 되어 IBK기업은행으로 이적했다.

## 수상 경력
- V-리그 수비상: 2011, 2014
- V-리그 베스트7: 2020, 2021, 2022, 2023, 2024, 2025

## 국가대표 경력
- 2006년 월드그랑프리
- 2008년 베이징 올림픽 예선
- 2010년 AVC컵, 광저우 아시안 게임, 세계배구선수권대회
- 2011년 월드그랑프리
- 2015년 월드컵
- 2018년 네이션스리그, 자카르타-팔렘방 아시안 게임